# روبرت لاند
روبرت لاند (چکی: Robert Land؛ ۱۸۸۷–۱۹۴۲) کارگردان فیلم، تهیه‌کننده فیلم، و فیلم‌نامه‌نویس اهل جمهوری چک و اتریش بود.
از فیلم‌ها یا مجموعه‌های تلویزیونی که وی در آن‌ها نقش داشته‌است، می‌توان به نفرین اشاره نمود.